# Garrovillas de Alconétar
Garrovillas de Alconétar este un oraș din Spania, situat în provincia Cáceres din comunitatea autonomă Extremadura. Are o populație de 2.350 de locuitori.